# Siaosi Tukuʻaho
Cet article porte sur un Premier ministre du XIXe siècle. Pour le prince contemporain du même nom, voir: Siaosi Manumataongo Tukuʻaho.
Siaosi Tukuʻaho, est un homme d'État. Il est Premier ministre du Royaume des Tonga du 5 juillet 1890 jusqu'en 1893.

## Biographie
Il est nommé à ce poste par le roi George Tupou Ier, après que John Thurston, haut commissaire britannique au Pacifique occidental, ait fait déporter son prédécesseur Shirley Baker, citoyen britannique d'origine, dont les autorités britanniques appréciaient peu l'influence dans le royaume polynésien,. Tukuʻaho exerce les fonctions de premier ministre pendant trois ans, et est en poste lorsque le roi meurt en 1893. Le nouveau roi, George Tupou II, le limoge alors, l'accusant de n'avoir pas mis en quarantaine un navire qui avait apporté la rougeole au pays. Siosateki Veikune lui succéda.

## Famille
Siaosi Tukuʻaho est issu de l'ancienne dynastie Tuʻi Haʻatakalaua. Il est le père du prince consort de Tonga, Viliami Tungi Mailefihi, époux de la reine Salote Tupou III de Tonga.